# (2710) Veverka
(2710) Veverka est un astéroïde de la ceinture principale.

## Description
(2710) Veverka est un astéroïde de la ceinture principale. Il fut découvert le 23 mars 1982 à la station Anderson Mesa par Edward L. G. Bowell. Il présente une orbite caractérisée par un demi-grand axe de 2,42 UA, une excentricité de 0,13 et une inclinaison de 3,1° par rapport à l'écliptique.

## Compléments